# Crescent City, Florida
Crescent City är en stad (city) i Putnam County i Florida. Vid 2010 års folkräkning hade Crescent City 1 577 invånare.